# Шарпило Віктор Петрович
Ві́ктор Петро́вич Шарпило (29 вересня 1933 — 16 березня 2005) — видатний український зоолог, паразитолог, фахівець з гельмінтів амфібій і рептилій, доктор біологічних наук, професор.

## Початок шляху
Народився Віктор Шарпило у м. Гатчина під Ленінградом в сім'ї військового-киянина. Розпочата в 1941 р. війна розкидала сім'ю, батько пішов на фронт, матір вислали на роботи до Німеччини. Маленькому Віктору довелося самостійно проходити скрутну школу виживання. Тільки після війни, в 1946 р. він знову зустрічається з матір'ю і братом, сім'я повертається додому в Київ. Тут проходять шкільні роки Віктора Петровича, на зелених пагорбах Куренівки та Подолу, на берегах Дніпра зароджується в його душі інтерес до живої природи, пронесений через усе життя.
Першим університетом початківця біолога-шестикласника стала станція юних натуралістів. Ще юннатом Віктор брав участь в експедиціях Леоніда Олександровича та Лілії Олексіївни Смогоржевських і зацікавився світом паразитичних черв'яків — гельмінтів. Наступним щаблем його життєвого шляху став біологічний факультет Київського державного університету ім. Тараса Шевченка (1953—1958 рр.). Він був блискучим студентом і вже з першого курсу почав працювати в науковому гуртку при кафедрі зоології безхребетних тварин під керівництвом О. П. Маркевича і В. П. Коваль. Майже відразу визначиться і об'єкт його досліджень — гельмінти рептилій. В університеті Віктор Петрович набув і перший досвід справжніх наукових експедицій у поїздках на практику до Канева, на Біле і Баренцове моря, Далекий Схід, в Карпати. Цей досвід дуже йому знадобився, особливо в період роботи в Зоологічному музеї.

## Інститут зоології АН України
Після закінчення університету в 1958 р. Віктор Петрович прийшов до Інституту зоології АН України і пропрацював тут усе своє життя. За 47 років він пройшов шлях від таксидерміста до завідувача відділу паразитології, який очолював з 1982 р., а з 1999 р. працював в цьому відділі головним науковим співробітником.
У 1964 р. Віктор Петрович успішно захистив кандидатську дисертацію на тему: «Гельмінти рептилій фауни Української РСР», а в 1981 р. — докторську дисертацію «Паразитичні черви рептилій фауни СРСР». У 1997 р. йому було присвоєно звання професора.
Віктор Петрович Шарпило — паразитолог-гельмінтолог, який отримав широке світове визнання насамперед як один з небагатьох великих фахівців із фауни, систематики та біології гельмінтів холоднокровних наземних хребетних, рептилій і амфібій. Ним зроблений фундаментальний внесок у вивчення гельмінтів цих хазяїв на території Палеарктики в цілому, описано близько 30 нових видів і надвидових таксонів.
Ще одна галузь наукових інтересів Віктора Петровича — проблема паратенічного паразитизму. Він займався розробкою сучасної концепції цього явища, яка розкриває його загальнопаразитологічний, загальнобіологічний сенс і важливу роль в трансмісії паразитів, у забезпеченні надійного функціонування паразитарних систем.
Завжди цікавила Віктора Петровича також і проблема становлення та еволюції життєвих циклів паразитів і шляхів їх циркуляції в екосистемах, що тісно змикається з проблемою паратенічного паразитизму. Зокрема, ним обґрунтовано концепцію дублюючих епізоотологічних систем і сформовано поняття про паратенічних хазяїв-пасток. У цілому ним здійснений величезний внесок у вивчення цих проблем, значення якого ще належить оцінити майбутнім поколінням паразитологів.

## Робота вЗоологічному музеї ННПМ НАН України
В. П. Шарпило — один із творців Зоологічного музею як частини Національного науково-природничого музею НАН України. Він брав активну безпосередню участь у розробці наукової концепції майбутнього музею, основоположних принципів побудови експозиції, розробці експозиції багатьох розділів музею, присвячених різним групам безхребетних тварин і у втіленні цих розробок у життя. Його руками зібрано в ході численних експедицій, а також підготовлена до демонстрації значну частину представлених в експозиції матеріалів.

## Науковий внесок
В. П. Шарпило опубліковано понад 120 робіт, у тому числі кілька монографій: «Паразитические черви пресмыкающихся фауны СССР» (1976). «Гельминты амфибий фауны СССР» (1980). «Фауна Украины: Т. 34. вып. 3: Плагиорхиаты» (1980), «Каталог гельминтов позвоночных Украины. Трематоды наземных позвоночных»(1955). а також розділи про паразитів в монографіях «Прыткая яшерица» (1976) і «Разноцветная ящурка» (1993) і ін.
Особливо слід зазначити, що в ході численних експедицій, що охопили майже всю територію Радянського Союзу і деякі суміжні країни, Віктором Петровичем була зібрана унікальна колекція гельмінтів рептилій і амфібій Палеарктики, одна з найбільших в світі, що зберігається в його рідному інституті, а також внесений значний внесок у формування колекції гельмінтів птахів і ссавців того ж Інституту зоології.

## Нагороди
Наукові досягнення науковця відзначені премією ім. Д. К. Заболотного АН УРСР (1978), він нагороджений медалями «За доблесну працю», в ознаменування 100-річчя з дня народження В. І. Леніна (1970); «Ветеран праці» (1984); «За трудову доблесть» (1986), а також ювілейною пам'ятною медаллю «100 років з дня народження академіка К. І. Скрябіна» (1983).

## Науково-організаційна робота
Окрім наукової роботи. Віктор Петрович завжди активно брав участь і в науково-організаційній роботі. Багато років був членом спеціалізованої вченої ради Інституту зоології НАН України, входив до складу експертної ради ВАК України. Крім того, він був членом президії, віце-президентом Українського наукового товариства паразитологів, входив до складу редколегії усіх збірників та інших видань цього товариства, що публікувалися в останні 40 років. Він був також членом редколегії журналів «Вестник зоологии» і «Паразитология», референтом реферативних журналу ВИНИТИ «Биология».

## Викладацька робота
Велику увагу Віктор Петрович приділяв викладацькій роботі. Протягом декількох років він читав спецкурс «Гельмінтологія» студентам біологічного факультету Київського університету ім. Тараса Шевченка, керував підготовкою студентами курсових і дипломних робіт, під його керівництвом підготовлено і захищено 5 кандидатських дисертацій, він консультував і своїх колег-докторантів.

## Участь у громадському житті
Віктор Петрович Шарпило завжди активно брав участь в громадському житті колективу інституту, займаючи певні виборні посади (профспілкові та інші) або не займаючи таких, за велінням серця. Багато хто пам'ятає його стінгазети і світлогазети. Незалежно від займаних посад він незмінно користувався любов'ю і повагою товаришів по службі, молодих і не дуже. До нього постійно йшли за порадою і з наукових питань, знаючи його глибокий розум і широку наукову ерудицію, і в зв'язку з життєвими проблемами, вірячи в його життєву мудрість і людяність. І дійсно, Віктор Петрович був прекрасної душі людиною, уважним до проблем оточуючих, доброзичливим, привітним, товариським і водночас строгим до себе та інших. Глибоко громадська за своєю натурою людина, він до останнього дня активно брав участь у житті інституту, думав про те, як краще відзначити 75-річний ювілей інституту, почав готувати з нагоди цього свята світлогазету. Але не судилося …
Його життя обірвалося несподівано, в робочому кабінеті, на півслові перервалося обговорення планів підготовки до ювілею інституту. Залишилися незавершені наукові розробки, начерки статей, рукописи двох узагальнюючих монографій.

## Деякі описані таксони

### Види
- Agamospirura agkistrodonis Sharpilo 1976 (Nematoda, Spiruridae)
- Agamospirura biruchi Sharpilo 1976 (Nematoda, Spiruridae)
- Agamospirura lenkoranensis Sharpilo, 1976 (Nematoda, Spiruridae)
- Agamospirura macracanthis Sharpilo 1963 (Nematoda, Spiruridae)
- Agamospirura minuta Sharpilo 1963 (Nematoda, Spiruridae)
- Agamospirura minutissima Sharpilo 1976 (Nematoda, Spiruridae)
- Agamospirura paramacracanthis Sharpilo, 1976 (Nematoda, Spiruridae)
- Agamospirura tigrina Sharpilo 1976 (Nematoda, Spiruridae)
- Entomelas kazachstanica Sharpilo et Vakker, 1972 (Nematoda, Rhabdiasidae)
- Kurilonema markovi Szczerbak et Sharpilo, 1969 (Nematoda, Rhabdiasidae)
- Serpentirhabdias agkistrodonis (Sharpilo, 1976) (Nematoda, Rhabdiasidae)
- Serpentirhabdias elaphe (Sharpilo, 1976) (Nematoda, Rhabdiasidae)
- Serpentirhabdias kurilensis (Sharpilo, 1976) (Nematoda, Rhabdiasidae)
- Spauligodon annaevi Sharpilo, 1976 (Nematoda, Pharyngodonidae)
- Spauligodon lacertae Sharpilo, 1966 (Nematoda, Pharyngodonidae)
- Spauligodon phrynocephali Sharpilo, 1976 (Nematoda, Pharyngodonidae)
- Spauligodon pseudoeremiasi Sharpilo, 1976 (Nematoda, Pharyngodonidae)
- Spauligodon saxicolae Sharpilo, 1961 (Nematoda, Pharyngodonidae)
- Thelandros gobiensis Sharpilo, Biserkov & Munkhbayar, 1987 (Nematoda, Pharyngodonidae)
- Thelandros markovi Radchenko & Sharpilo, 1975 (Nematoda, Pharyngodonidae)
- Thelandros mongolicus Sharpilo, Biserkov & Munkhbayar, 1987 (Nematoda, Pharyngodonidae)
- Strongyloides darevskyi Sharpilo, 1976  (Nematoda, Strongyloididae)
- Spalacina spalacis (Sharpilo, 1973) (Nematoda, Heligmonellidae)
- Mertensinema iberica Sharpilo, 1976 (Nematoda, Dictyocaulidae)
- Citellina kapitonovi Gvozdev & Sharpilo, 1978 (Nematoda, Oxyuridae)
- Syphacia agraria Sharpilo, 1973 (Nematoda, Oxyuridae)
- Syphacia arvicolae Sharpilo, 1973 (Nematoda, Oxyuridae)
- Euzetrema caucasica Timofeeva & Sharpilo 1979 (Monogenea, Polyopisthocotylidea)
- Ophiotaenia carpatheca (Sharpilo, Kornyushin & Lisitsina, 1979) (Cestoda, Proteocephalidae)
- Ophiotaenia dubinini Freze & Sharpilo, 1967 (Cestoda, Proteocephalidae)
- Ophiotaenia spasskyi Freze & Sharpilo, 1967 (Cestoda, Proteocephalidae)
- Plagiorchis muelleri Tkach et Sharpilo, 1990 (Trematoda, Plagiorchiida)

### Роди
- Kurilonema Szczerbak et Sharpilo, 1969 (Nematoda, Rhabdiasidae)
- Mertensinema Sharpilo, 1976 (Nematoda, Dictyocaulidae)

## Деякі види названі на честь В.П.Шарпила
- Hilmylepis sharpiloi Tkach et Velikanov, 1990
- Krefftascaris sharpiloi Tkach, Kuzmin et Snyder, 2010
- Spiniglans sharpiloi Kornyushin, Salamatin, Greben, Georgiev, 2009